# Твікер
Твікер (англ. tweaker) — утиліта для тонкого налаштування операційної системи або програмного забезпечення за рахунок зміни певних параметрів (нерідко прихованих або важкодоступних для користувача). Частіше твікери використовують для персональної настройки зовнішнього вигляду графічного інтерфейсу користувача. В операційних системах сімейства Windows твікери зазвичай змінюють значення в реєстрі або в конфігураційних файлах, які часто неможливо змінити використовуючи засоби, що надаються системою.